# Сова-голконіг меланезійська
Сова-голконіг меланезійська (Athene jacquinoti) — вид птахів родини совових (Strigidae). Ендемік Соломонових островів.

## Таксономія
Шарль Люсьєн Бонапарт вперше описав вид у 1850 році і відніс його до роду Athene. Пізніше його було перекласифіковано в рід Ninox (сова-голконіг), який містить багато інших малих сов, що зустрічаються в Індо-Тихоокеанському регіоні, але пізніші філогенетичні дослідження виявили, що вид належить до роду Athene. Видовий епітет вшановує Шарля Гектора Жакіно, французького дослідника, який провів багато часу у вивченні островів Тихого океану. Його загальна назва відноситься до регіону Меланезія, де цей вид зустрічається.

## Поширення
Сова-голконіг меланезійська трапляється майже на всіх островах Соломонових островів. Середовищем її проживання є високі первинні та вторинні ліси на висоті до 1500 метрів. Її також можна знайти в невеликих лісистих місцевостях і поблизу садів.

## Опис
Дрібна сова завдовжки 25-30 см, з яких 8,7-12 см припадає на хвіст. Вага близько 175 грам. Має сіро-коричневий лицевий диск, обрамлений вузькими білими бровами та білою смугою на шиї. Верхня частина тіла темно-червоно-коричнева до темно-коричневого з численними білими плямами. Пір'я на маківці також облямовані блідо-коричневим кольором. Крила темно-коричневі з дрібними білими плямами. Хвіст темно-коричневий з п'ятьма-сімома вузькими білими поперечними смугами. У деяких особин середня пара хвостового пір'я не має поперечної смуги. Горло білувате, грудка бура зі світлішою, нечітко вираженою поперечною смугою. Ноги оперені до пальців. Очі від жовтого до помаранчево-жовтого. Дзьоб блідо-оливково-коричневий.

## Спосіб життя
Сова живе поодинці або парами. Вдень часто сидить на розвилках гілок могутніх дерев або в тіні нависаючих гілок. Ці місця відпочинку зазвичай розташовані на висоті 15 метрів над рівнем землі. Раціон складається в основному з комах та інших членистоногих. Ймовірно, птах також їсть дрібних хребетних.